# Bruno de Heceta
Bruno de Heceta   (Bilbao, 1 de febrer de 1743 - Màlaga, 16 d'agost de 1807) fou un oficial naval basc que explorà la costa de l'oceà Pacífic de la zona nord-oest de l'Alta Califòrnia en ser-hi enviat pel virrei de Nova Espanya, Antonio María de Bucareli y Ursúa, per afirmar la sobirania espanyola a la zona en resposta als rumors sobre sobre els assentaments russos que hi havia a la zona.

## Antecedents
Les reclamacions espanyoles sobre Alaska daten de la butlla papal de 1493 i el Tractat de Tordesillas de 1494 que va assignar als espanyols el dret a colonitzar la costa oest d'Amèrica del Nord. Aquests dos actes formals van donar a Espanya els drets exclusius per colonitzar tot l'hemisferi occidental, inclosa la costa oest d'Amèrica del Nord, però amb l'excepció del Brasil. La primera expedició europea que arribà a la costa oest del Pacífic fou dirigida per Vasco Núñez de Balboa, que arribà a la costa occidental de l'actual Panamà el 1513. Balboa va reclamà l'oceà Pacífic per la Corona espanyola, així com totes les terres que el banyessin. Aquesta acció de Balboa va consolidar encara més la demanda espanyola de control exclusiu de tota la costa oest d'Amèrica del Nord.
Confiat en les seves pretensions, l'Imperi espanyol no explorà ni realitzà assentaments a la costa nord-oest d'Amèrica del Nord en els 250 anys posteriors a la reclamació de Balboa. Quan els països rivals, entre ells la Gran Bretanya i Rússia, van començar a mostrar interès per Alaska al segle xviii, el rei Carles III d'Espanya va enviar una sèrie d'expedicions per reafirmar les reclamacions espanyoles de la costa nord del Pacífic d'Amèrica del Nord, incloent Alaska.

## Expedició al Pacífic
El 1774 fou enviada una primera expedició, dirigida per Juan José Pérez Hernández i formada per una sola nau, la fragata Santiago (àlies Nueva Galicia), que no va aconseguir arribar tant al nord com estava previst. Això va fer que se n'organitzés una altra el 1775. Per aquelles dates un grup d'oficials havia arribat a la base naval de San Blas, al Virregnat de la Nova Espanya, on el virrei va posar a Bruno de Heceta al capdavant d'aquesta segona expedició.
A Heceta se li va donar el comandament de la Santiago, amb una tripulació de 90 homes i amb Juan José Pérez com a segon. Acompanyant Heceta hi havia el paquebot San Carlos que duia els subministraments de l'expedició i estava comandat per Miguel Manrique; i la goleta Sonora (àlies Felicidad, també coneguda com a Nuestra Señora de Guadalupe), inicialment sota el comandament de Juan Manuel de Ayala i posteriorment sota el de Juan Francisco de la Bodega y Quadra. Amb una eslora d'11 metres i una tripulació de 16 homes, la Sonora va explorar i cartografiar indrets on la Santiago no va poder acostar-se en el seu viatge anterior. D'aquesta manera l'expedició podia reclamar oficialment les terres del nord de la Nova Espanya que visitava.
Els vaixells salparen de San Blas el 16 març de 1775, però diversos factors van retardar el progrés de l'expedició, entre ells les malalties, és especial l'escorbut, les tempestes i l'escassa capacitat de navegació de la Sonora, entre d'altres. El 14 de juliol de 1775 van arribar la rodalia de Point Grenville i Destruction Island, a l'actual estat de Washington. Mentre buscaven un lloc segur per ancorar els vaixells, Bodega y Quadra passà per damunt del que actualment es coneix com a esculls Sonora. Immediatament s'adonà de l'error i ordenà al Santiago no seguir, però la Sonora quedà atrapada en aquell indret. Mentrestant el Santiago quedà ancorat pocs quilòmetres al sud, a Grenville Bay. La Sonora va atreure l'atenció dels quinault, molts dels quals visitaren la goleta per comerciar-hi. L'endemà un grup armat des del Santiago va baixar a terra per dur a terme una cerimònia de possessió, la qual fou observada per alguns quinault. Poc després foren enviats sis mariners a terra per recollir aigua i llenya, quan un nombrós grup de quinaults els atacaren i mataren sense que Bodega y Quadra i els seus homes ho poguessin evitar. Aprofitant la marea alta va intentar escapolir-se de l'embarrancada, però el progrés fou lent, ja que el vent era escàs i la tripulació s'havia vist reduïda significativament. Tot i un intent d'abordatge per part dels indígenes, aquest foren repel·lits per les armes. Bodega y Quadra volgué venjar els mariners morts, però Heceta li recordà que tenien ordres d'emprar la força sols en defensa pròpia.
A finals de juliol els dos vaixells es van separar. La Sonora, amb Bodega y Quadra al capdavant, continuà cap al nord, cap a la frontera entre l'actual estat de Washington i la Columbia Britànica i posteriorment arribà fins fins a les proximitats de l'actual Sitka, Alaska, arribant a 59º de latitud nord el 15 d'agost de 1775. Allà, i prop d'un assentament rus a l'illa de Kodiak, els espanyols van realitzar nombrosos "actes de sobirania", reclamant el territori. Bodega y Quadra batejà diversos indrets de la zona, com ara Puerto de Bucareli (actual Bucareli Bay), Puerto de los Remedios i Cerro San Jacinto que va passar a ser anomenat Mont Edgecumbe tres anys més tard per l'explorador James Cook. Bodega y Quadra va aprofitar per fer el primer mapa de la costa oest d'Amèrica del Nord amb força precisió.
Per la seva banda Heceta, en el seu viatge de tornada cap a casa, a bord de la Santiago amb una tripulació reduïda, va descobrir una gran badia que s'endinsava cap a l'interior. Tractà de navegar en ella, però els forts corrents li ho van impedir. Més endavant endevinà el que és l'estret Juan de Fuca. Anomenà l'entrada de la badia com a Bahía de la Asunción i va fer un mapa en què es podia veure la desembocadura d'un riu, que posteriorment es va saber era el riu Columbia. Mapes espanyols van anomenar l'estuari del Columbia com a Entrada de Hezeta, Río de San Roque i variants similars.
Heceta i Bodega y Quadra exploraren en aquesta expedició les costes dels actuals estats d'Oregon i Washington, prenent possessió de les seves terres i informaren que si hi havia assentaments russos a la zona eren esporàdics perquè no trobaren presència russa en tota l'expedició.

## Darrers anys
Posteriorment Heceta tornà a Europa, lluitant en diverses batalles navals contra França i el Regne Unit. Morí el 1807 amb el grau de Tinent General.